# Udačnyj
Udačnyj (in russo Удачный?) è una città della Russia situata nella Sacha-Jacuzia, in Russia, a 1370 chilometri a nord est dalla capitale del territorio, Jakutsk, sul fiume Marcha (in russo Mapxa?, talvolta anche Markha o Marha), alle coordinate geografiche 66°0'N, 112°0'E.
Secondo i dati del censimento del 2010, Udačnyj conta 14 290 abitanti. La città è stata fondata molto recentemente (Per attuare l'estrazione di diamanti scoperti nel 1955), precisamente nel 1968, come villaggio urbano; ricevette lo status di città nel 1987.

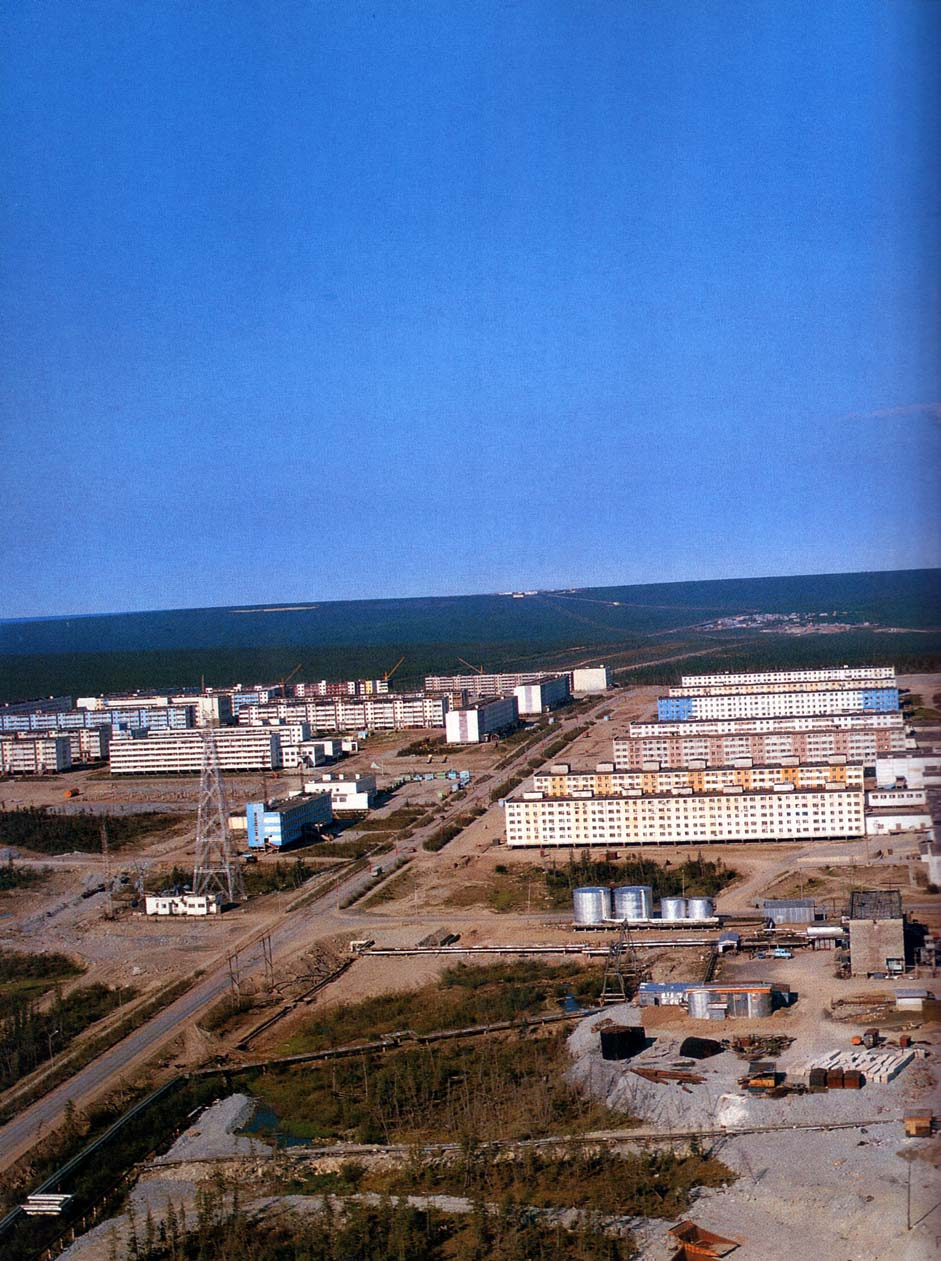
Veduta del quartiere residenziale della città

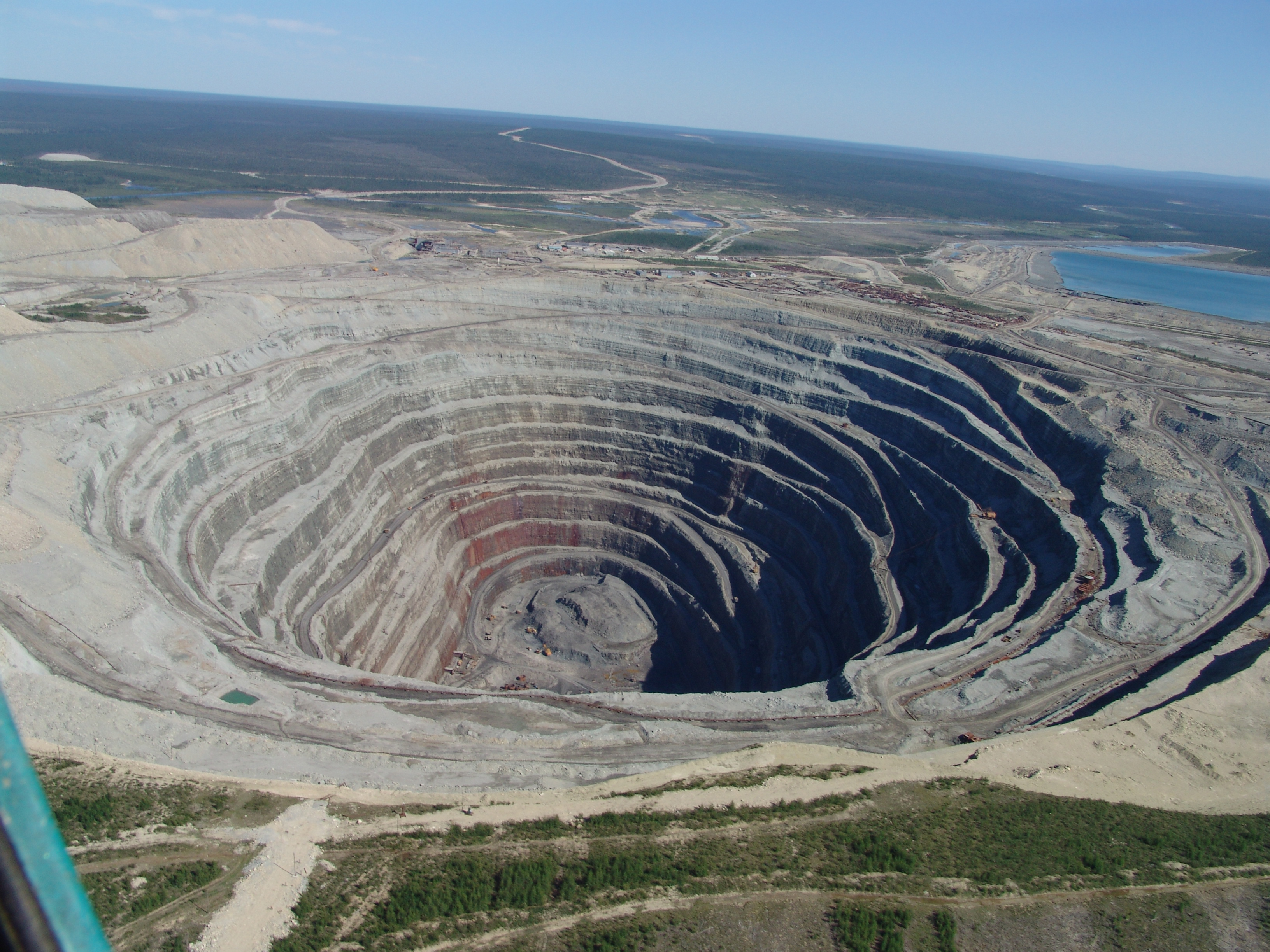
La Trubka Udačnaja, la miniera di diamanti

| 1979   | 1989   | 1996   | 2002   | 2010   | 2017   |
| ------ | ------ | ------ | ------ | ------ | ------ |
| 12 000 | 19 600 | 17 900 | 15 698 | 14 290 | 11 835 |

## Trasporto

### Aereo
La città è servita dall'Aeroporto di Udačnyj-Poljarnyj situato a 1 km a ovest dalla città con i voli di linea verso le principali città della Russia: Irkustk, Mosca-Domodedovo, Novosibirsk, Krasnojarsk, Rostov e della Repubblica Autonoma della Sacha effettuati dalla compagnia aerea russa Alrosa Mirnyj Air Enterprise. Durante l'estate la compagnia aerea locale svolge anche una notevole attività dei voli charter verso alcuni città del CSI e verso le località turistiche russe Anapa, Krasnodar.